# 南川冷水花
南川冷水花（学名：Pilea nanchuanensis）是荨麻科冷水花属的植物，是中国的特有植物。分布于中国大陆的四川、广东、湖南等地，生长于海拔1,050米至2,300米的地区，常生长在山谷林下阴湿处，目前尚未由人工引种栽培。

## 别名
水珠麻、倒老嫩、半边座（重庆南川）